# Santa Fe Depot (Santa Fé)
Santa Fe Depot é o terminal norte da linha de trens suburbanos New Mexico Rail Runner Express. A estação foi originalmente construída pela Atchison, Topeka and Santa Fe Railway, e até 2014 serviu como terminal norte, escritórios e loja de presentes da Santa Fe Southern Railway, uma pequena ferrovia de transporte turístico e de carga. Está localizada em Santa Fé, Novo México, na 410 Guadalupe Street, dentro de uma área de renovação urbana conhecida como "Railyard". O serviço da Rail Runner na estação começou em 17 de dezembro de 2008.
A estação é servida pelas rotas 2, 4 e M da Santa Fe Trails, um serviço de transporte que conecta a estação a vários locais dentro e ao redor do centro de Santa Fé, um serviço de transporte para Taos operado pelo North Central Regional Transit District e um serviço de transporte para o Buffalo Thunder Resort & Casino em Pojoaque Pueblo.
Cada uma das estações da Rail Runner contém um ícone para expressar a identidade de cada comunidade. O ícone que representa esta estação é uma locomotiva, representando a história do pátio ferroviário no local; no entanto, a estação não possui a sinalização distintiva do Rail Runner com o nome e o ícone da estação.

## Galeria

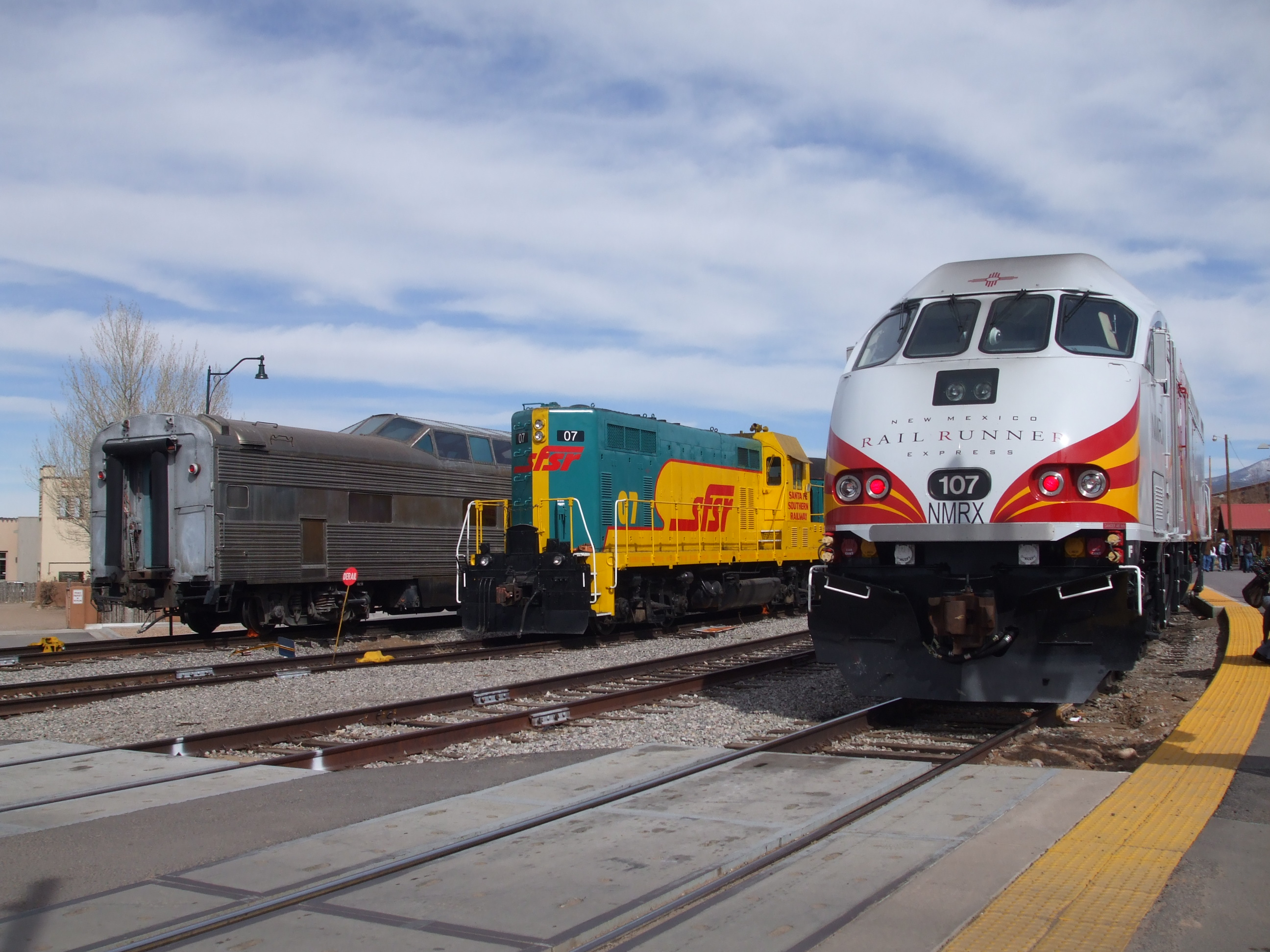
Trens da Rail Runner e Santa Fe Southern Railway no Santa Fe Depot
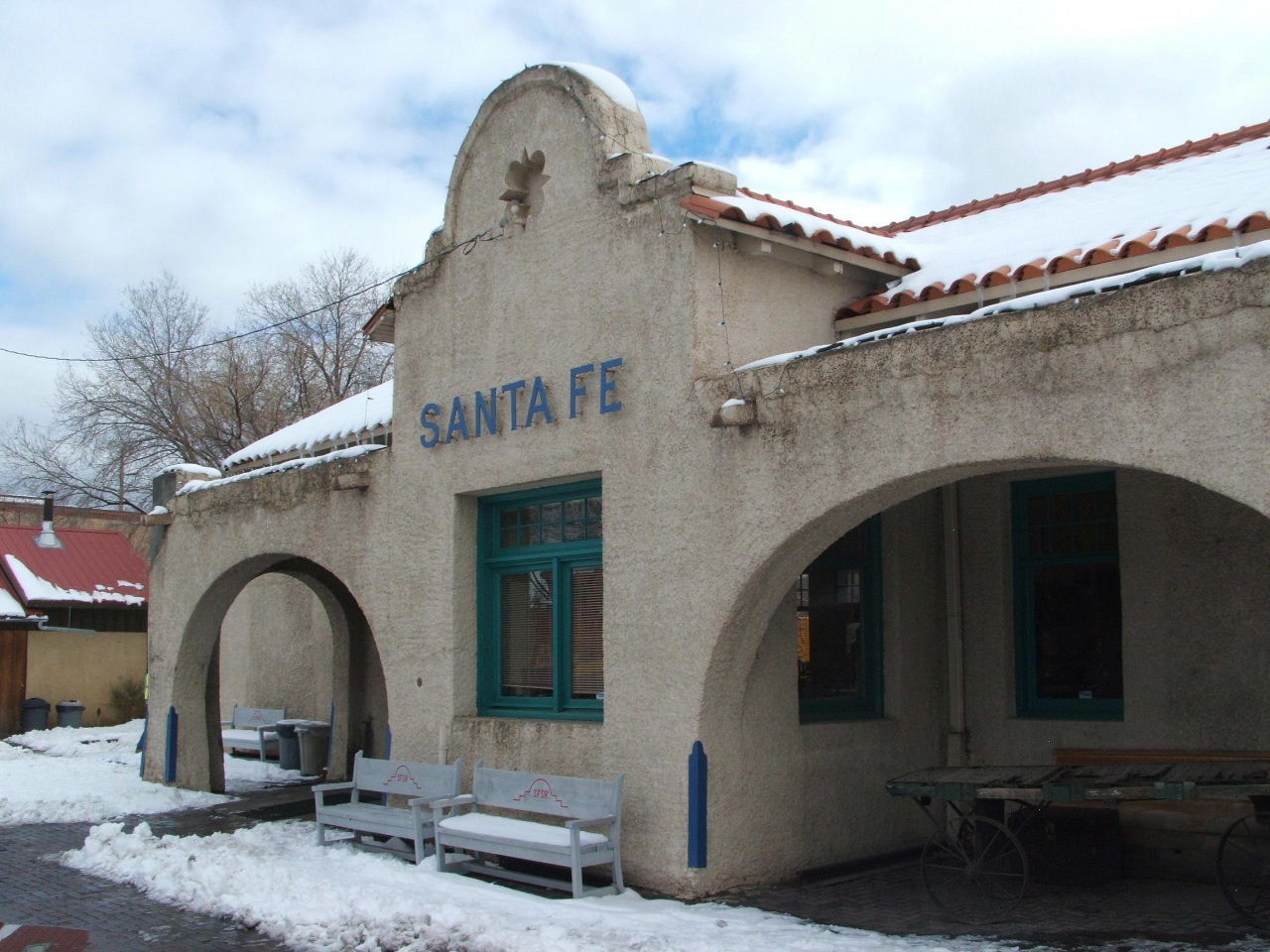
Santa Fe Depot no inverno
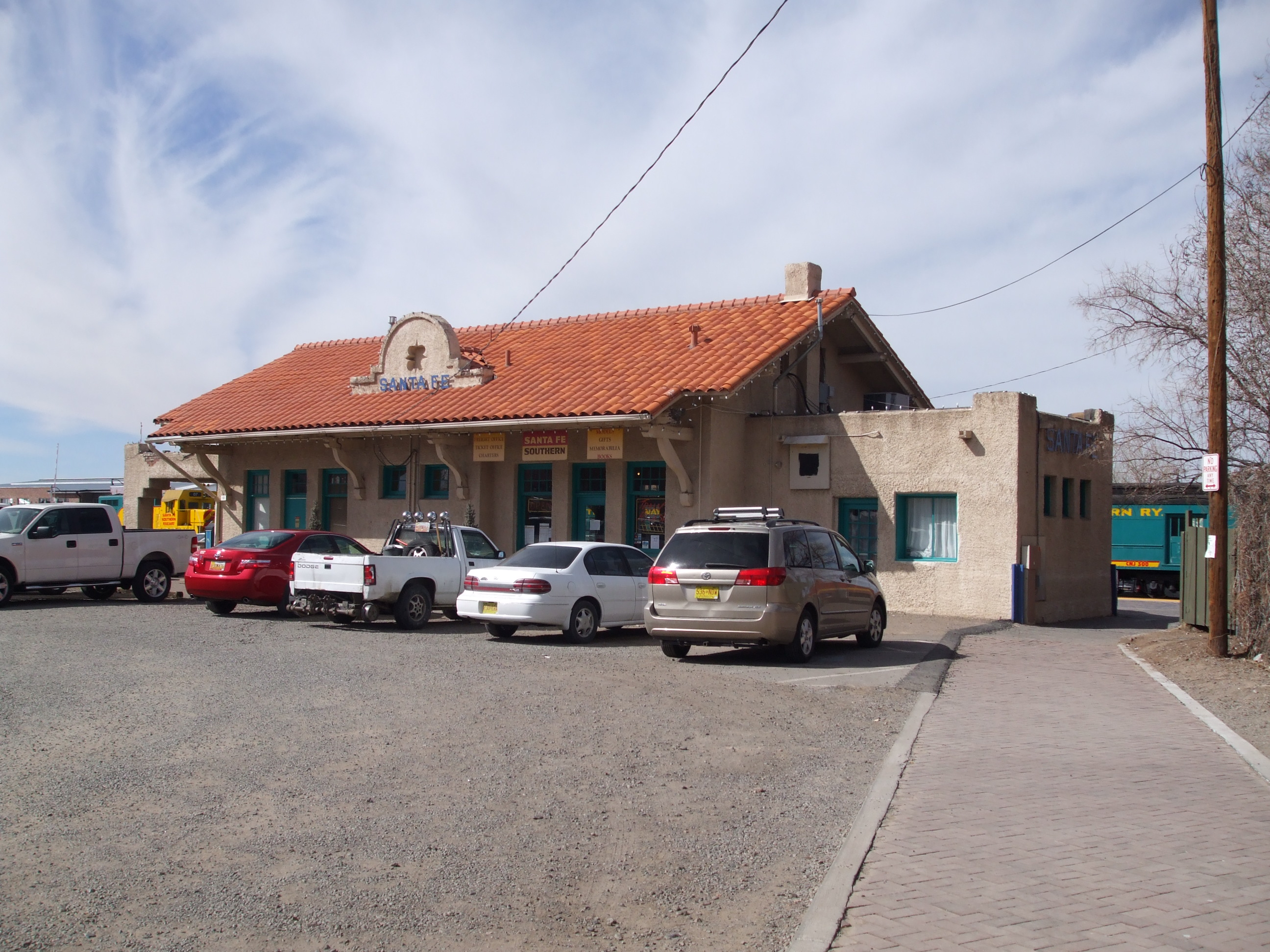
Rua à frente do Santa Fe Depot visto a partir do leste
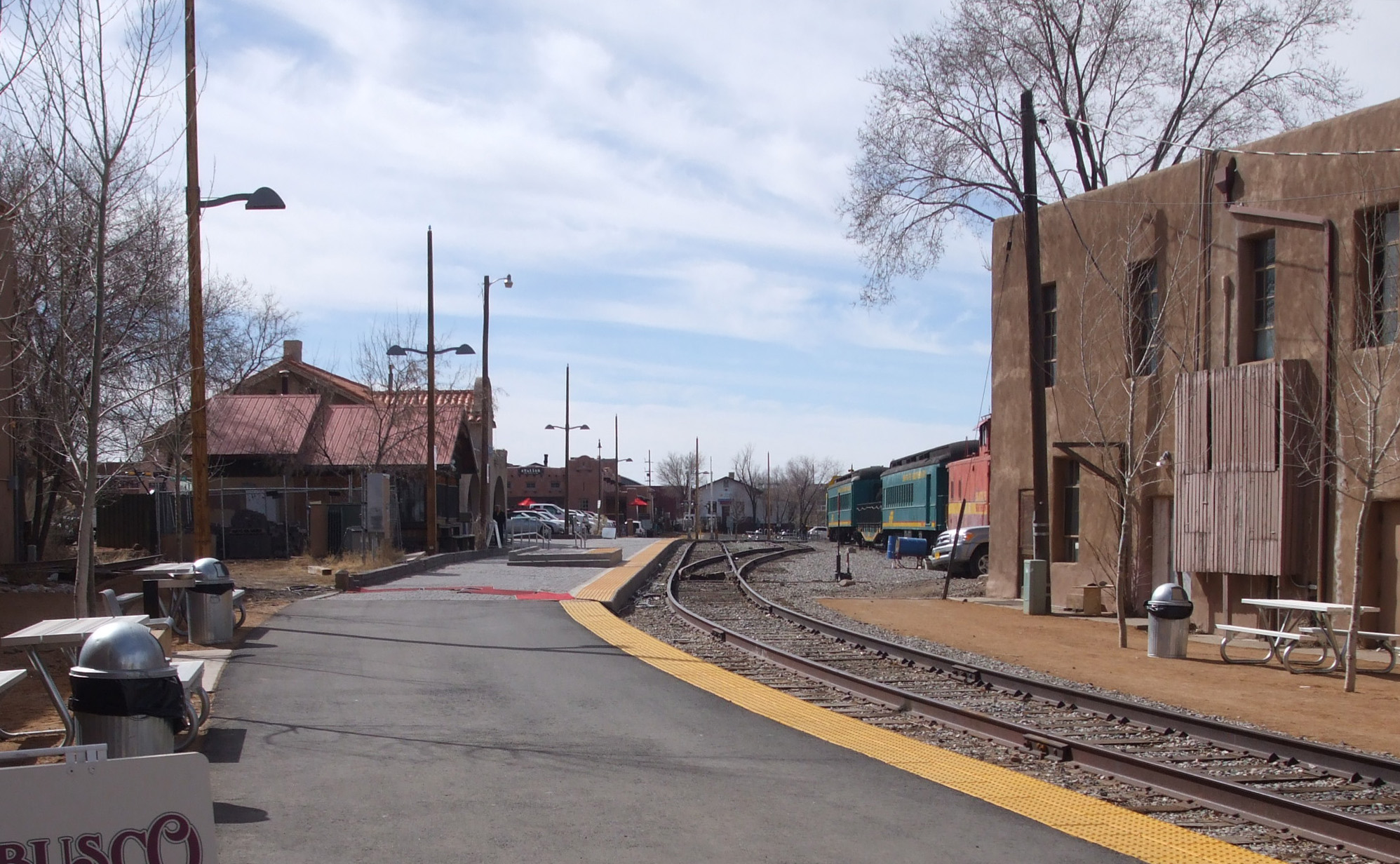
Santa Fe Depot visto a partir do norte